# 부산시민센터
부산시민운동지원센터는 부산지역 시민사회의 지속가능한 발전을 위한 인적·물적  기반의 구축 및 지역사회 시민공익활동 지원하기 위하여 운영되고 있다. 부산시 부산진구 양정동에 위치하고 있으며, 운영법인은 (사)부산시민재단으로 2008년 12월 22일 창립했다.
부산시민운동지원센터는 시민사회단체 활동을 지원하고  협력하며,  지속가능한 NGO의 성장토대 마련을 위하여 시민사회단체 활동가 교육을 통한 시민사회단체 역량 강화 도모하고자 한다. 또한,  다양한 정보와 소통 공간을 제공하고,  풀뿌리 자치역량 강화를 위한 협력프로그램을 운영하며, 부산시와의 생산적 파트너십을 구축해 가고자 한다.